# Jeomam-myeon
Jeomam-myeon (koreanska: 점암면) är en socken i Sydkorea. Den ligger i kommunen Goheung-gun i provinsen Södra Jeolla i den södra delen av landet, 320 km söder om huvudstaden Seoul.